# Thomas Löser

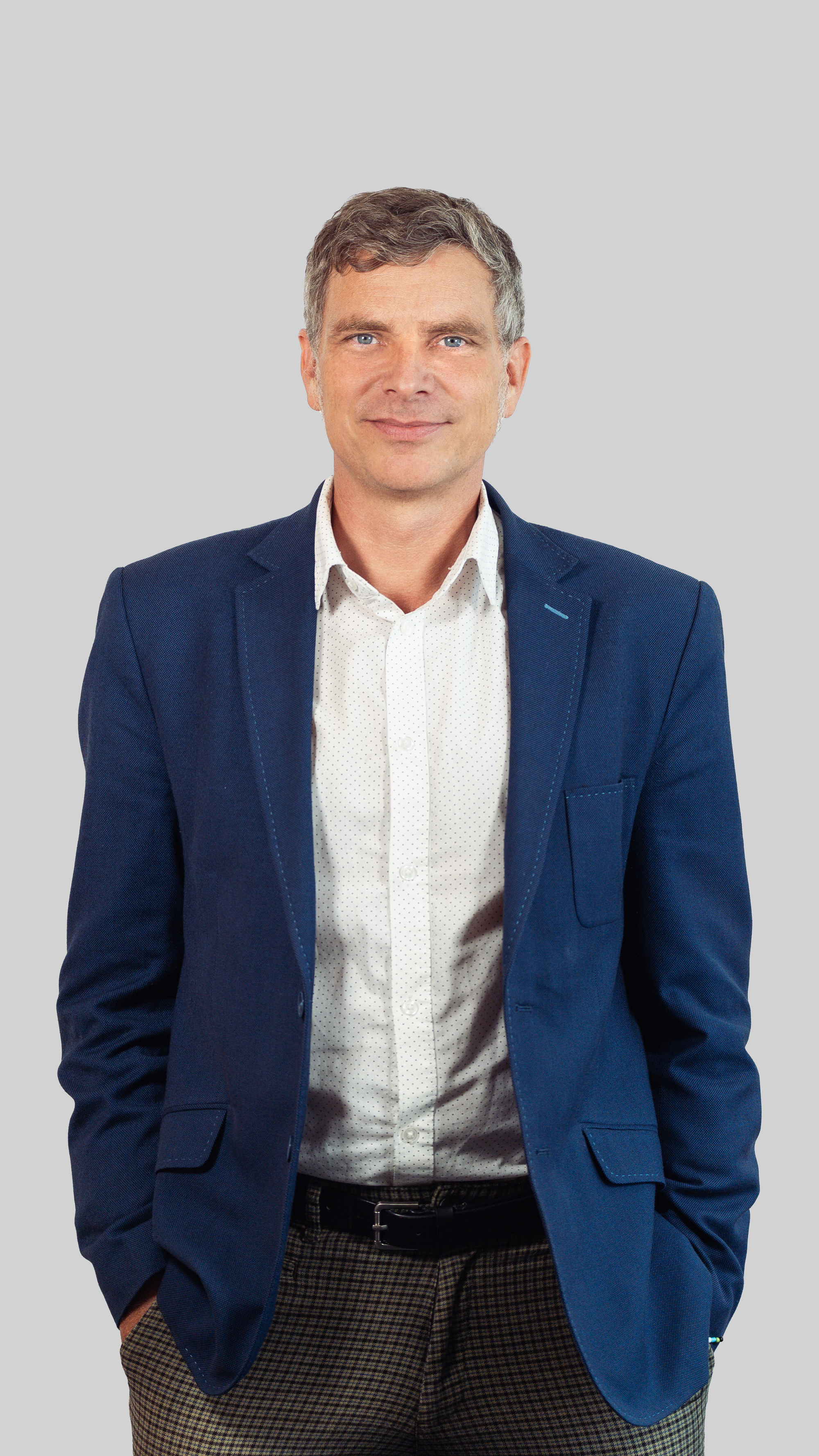
Thomas Löser (2024)

Thomas Löser (* 9. Februar 1972 in Dresden, DDR) ist ein deutscher Politiker (Bündnis 90/Die Grünen). Er ist seit 2019 Mitglied des Sächsischen Landtags. Löser ist verheiratet, hat drei Kinder und lebt mit seiner Familie in Dresden-Johannstadt.
Löser absolvierte 1991 das Abitur an der Dresdner Kreuzschule. Von 1992 bis 1993 war er Zivildienstleistender bei der Bahnhofsmission des Roten Kreuz Dresden. Im Anschluss begann er ein Studium der Kunstgeschichte, Geschichte und Pädagogik an der Technischen Universität Dresden sowie an der Universität La Sapienza in Rom. Nach Abschluss seines Studiums arbeitete er seit 2002 als Gymnasiallehrer für Geschichte und Kunst an Gymnasien in Radeberg und Bautzen. Diese Tätigkeit ruht seit 2019 aufgrund seines Mandats im Sächsischen Landtag.
Nach der Wende beteiligte er sich ab 2003 an der Bürgerinitiative „Kulturpalast erhalten“, die sich für den Erhalt und die Sanierung des Dresdner Kulturpalasts einsetzte. Im Jahr 2008 wurde er aktiv bei der Welterbebewegung Dresden, die sich für den Erhalt des UNESCO Welterbetitels des Dresdner Elbtals einsetzte.
Löser wurde 2009 erstmals in den Stadtrat von Dresden gewählt und übernahm dort 2013 den Fraktionsvorsitz von Bündnis 90/Die Grünen. Er stellte sich 2014 und 2019 erfolgreich der Wiederwahl ins Stadtparlament. 2024 trat er nicht wieder an.
Bei der Landtagswahl in Sachsen 2019 setzte Löser sich im Wahlkreis Dresden 5 mit 24,1 Prozent der Direktstimmen gegenüber CDU und AfD und als erster Direktkandidat der Grünen in Dresden überhaupt durch und zog somit als Abgeordneter in den Sächsischen Landtag ein. Bei der Landtagswahl in Sachsen 2024 holte Löser erneut ein Direktmandat, dieses Mal im neu zusammengesetzten Wahlkreis Dresden 2. Damit zog er als einer von sieben Abgeordneten von Bündnis 90/Die Grünen in den 8. Sächsischen Landtag ein.